# ویلی اشتادل
ویلی اشتادل (آلمانی: Willi Stadel؛ ۹ ژوئیه ۱۹۱۲ – ۲۳ مارس ۱۹۹۹) ژیمناست هنری اهل آلمان بود.
وی در مسابقات کشوری و بین‌المللی در مجموع برندهٔ ۱ مدال طلا شده‌است.